# Record de Tunisie du 110 mètres haies
Le record de Tunisie du 110 mètres haies est actuellement détenu par Aymen Ben Ahmed en 13 s 76.
| Athlète         | Performance | Club                      | Lieu  | Date         |
| Aymen Ben Ahmed | 13 s 76     | Atletico Menzel Bourguiba | Radès | 30 juin 2007 |